# 曹力如
曹力如（1902年11月28日—1949年12月8日），学名崇本，字力如，陕西省保安县（现志丹县）旦八镇吊坪村人。中国共产党高级干部。

## 生平
父亲曹儒贤，曾率农民反抗官府羊损税被关押。因家境贫困，曹力如9岁时入私塾读书，11岁失学，在家放了五年羊，16岁到保安县县立永宁山高等小学读书。在舅父的资助下，1920年7月考入陕北联合县立榆林中学，期间受到共产党员魏野畴、李子洲等人的教育和影响，与同学兼同乡刘志丹一起组织进步学生团体，积极开展反封建、反军阀的学生运动。1925年，加入国民军第二军无线电讲习所学习。1926年4月，返回陕西，供职于杨虎城炮兵营。1926年经魏野畴举荐，和张汉民、吴岱峰进入杨虎城部炮兵营任中尉文书。1926年12月底加入中国共产党。
1927年春，国民军驻陕总部派曹力如到杨虎城部国民军第十军工作。先后任军政治处组织处长、代理军政治处长、第二师政治处长等职。杨虎城部东出潼关，参加北伐。四一二政变后，蒋介石大肆屠杀共产党人和革命群众，冯玉祥在“徐州会议”后，也跟着蒋介石反共。曹力如多次接待中央交通员马子敬，根据中央指示部署工作，并向中共河南、陕西省委和皖北特委传递文件与指示，说服孙蔚如代军长，按照杨虎城的留言，以明“清”暗“保”的办法，把近百名党员礼送出境。并全部发给护照和路费，保存了一大批革命骨干。1928年2月，中共皖北临时特委成立，任皖北临时特委委员兼秘书长。1928年4月9日，皖北暴动爆发，曹力如任赤卫队大队长。1928年10月在阜阳县王宫集召开万人大会，宣告了皖北苏维埃政府和工农红军总指挥部成立，曹力如任秘书长。
皖北革命失败后，魏野畴、吕绍先、杜聿德等先后阵亡，曹力如脱险，先辗转到陕北，在甘泉县下寺湾找到刘志丹。之后返回保安县，刘志丹和曹力如在吊坪村和谢子长秘密开会，决定通过合法斗争夺取县民团，并派人到甘肃开展兵运工作。利用与时任保安县县长崔焕九的师生关系，刘志丹、曹力如分别担任县教育局督学、高小校长。不久，通过竞选，刘志丹担任了保安县民团团总；曹力如担任县民团副团总，成为中共掌握的一支武装。与刘志丹、王子宣、赵耀先等共同组建保安县第一个党支部——中共永宁山党支部，刘志丹任支部书记，曹力如任组织委员，王子宣任宣传委员。1930年夏，曹力如担任保安县高等小学校长、县民团团总，刘志丹打入陇东土皇帝张廷芝的部队搞兵运，在甘肃庆阳三道川组织革命武装。起义失败后，曹力如把刘志丹隐蔽在永宁山脱险。1930年冬，在永宁山集结失散人员并从县民团抽调枪支人马，打着“陇东民团骑兵第六营”番号，智取太白镇民团，夺取枪60余支，马40多匹。1931年春，刘兆庆为刘志丹在山西购买武器致曹力如的秘密信件被敌人查获。1931年夏，曹力如、王子宣、赵耀先、刘兆庆、曹继芝（后变节）等人被逮捕，押送榆林监狱。受尽酷刑、手指骨被打碎、坐老虎凳腿被压伤仍守口如瓶。在监狱里曹力如秘密组织监狱临时党支部，通过榆中学生党员曹士荣等和陕北特委联络。在狱中，思想和生活上关心、帮助狱友，1933年张贴革命标语被捕的安定县共青团员李宗贵（李赤然）入狱时全身是伤，趁放风之际，曹力如从窗口把自己的碗筷、被褥送给他，说：“老弟，这里关押的都是嫌疑犯，只要守口如瓶，就不怕。敌人无孔不入，咱们的对策是叫他无缝可乘。他们攻不破嫌疑犯这一关，就没法对你定罪。”后来得知李也是党员，曹力如就鼓励他：“你年纪虽小，斗志不小，气魄大，能斗过他们。”李出狱参加了红军，解放后李赤然曾任南京军区空军副政委、开国少将。1934年底，利用国民党军队换防之际，曹力如用巴豆涂肿颈部，几天不吃饭，昏昏迷迷，狱方以为他快要死了，准许保外就医，被白伯英、贺明堂保释出狱，一边养伤一边开办平民学校。
伤好后1935年8月参与指挥红军游击队进攻金鼎山民团，和平解放金鼎山。1935年9月陕甘边肃反扩大化，刘志丹、蔡子伟（陕甘特委秘书长兼组织部部长）等被捕，曹力如也被下放到陕甘特委印刷厂当工人，组织生活一度被停止。时任陕甘妇女委员会委员长的高敏珍是蔡子伟的妻子，受丈夫株连被铺入狱，被判死刑，因怀有身孕，群众要求“一刀不杀二人”缓期执行死刑，待孩子出生后再执行。当工人的曹力如对判了死刑的高敏珍多方照顾，给她送吃的，把印刷厂裁剪剩下的纸边收集起来给她用，说：“共产主义不排斥人道主义，相反地还要实行革命的人道主义。不管你有无问题，你在我的眼里首先是一个产妇，需要而且应该照顾你。”1935年10月，中央红军长征到达陕北，纠正了肃反扩大化错误，高敏珍被解救恢复了工作。12月25日，经中共陕甘省委副书记李富春批准，恢复曹力如组织生活，先后担任中共陕甘省委文书、组织部秘书、省委秘书长等职。1936年春红军东征后，参与筹建陕甘省委工作团，领导县、乡两级苏维埃政府的民主选举、扩红、筹粮及对东北军的统战联络工作。。1936年夏陕甘省委撤销，成立中共中央东北军工委下属的中共陕甘工委，曹力如任陕甘工委军事部部长。1936年底西安事变后，担任中共志丹县委书记、中共陕北省委执委。
1937年，担任陕北西分区行政督察专员公署专员，后调任陕甘宁边区党委组织科科长。1938年1月3日调任陕甘宁边区政府秘书长，后被选为边区政府委员、法制委员会委员，审计室主任。1939年2月初，中共中央在延安召开生产动员大会，毛泽东作了“加紧生产，坚持抗战”的报告后，曹力如兼任机关生产委员会委员，组织机关大生产运动，抽调边区政府机关三分之一的干部下乡开办农场，垦荒种田。把延安城附近的荒地划给中央和边区其他机关，自己带领边区政府机关抽调的干部到马士川创办农场，仅一个半月就开荒120垧（在陕北一垧为三亩或者五亩），播种71垧，此外还制作了农具，修建了房屋。规定干部劳动每月换班一次。为了种好庄稼，邀请老农进行指导，聘请延安的农业科学工作者上课，和大家一起总结种庄稼的经验，传授农业生产技术。在曹力如的带领下，边区政府创办的马士川农场越办越好。曹力如建议光华农场修堤坝蓄水，政府投资边币4000元，农民自筹边币2000元，修建了裴庄水渠。1940年4月，举行裴庄水渠开闸放水仪式，当年可灌溉1500亩地。曹力如还主持召开仓库主任联席会议，举办仓库干部训练班，在边区专员、县长会议上，强调以农业为主，抓好各项工作，努力达到粮食自给。1940年9月曹力如撰写的《陕甘宁边区三年来粮食工作的检讨》，在延安《新中华报》上发表。曹力如协助边区主席林伯渠分管陕甘宁边区政府交际处，曹力如对此机构高度重视，对交际处的经费，只要是合理的，总是毫不犹豫地签字批准。他批评不习惯与外来宾客交往，特别不愿与国民党人士交朋友的“左”的倾向。自己以身作则，热情会见来宾，并鼓励边区政府各厅、局领导接待外宾，多做国民党上层人士工作。抗战期间，曹力如三次赴榆林，与高双成、邓宝珊、左协中等国民党将领建立了联系。1940年10月12日，中共中央任命谢觉哉为陕甘宁边区政府秘书长，曹力如改任陕甘宁边区政府财政厅副厅长兼审计处处长，贯彻中央的财政工作方针政策，积极开掘财源，提出加强审计工作的意见，为克服边区财政困难作出了贡献。后任边区政府财经处处长。1941年3月12日，被任命为绥德分区行政督察专员公署副专员兼绥德县县长，协助专员王震（三五九旅旅长）、地委书记张秀山，领导农村减租减息，实行“三三制”，与开明士绅李鼎铭、安文钦、霍子乐、刘杰三、霍祝三等人建立朋友关系，开展拥军拥属工作，协助驻军解决粮食和物资供应，发动绥德人民为三五九旅纺毛线2万斤。1943年1月，调任新成立的延属分区专员兼延安市市长，和延安卫戍司令员王震、地委书记张邦英认真贯彻《陕甘宁边区施政纲领》，开展大生产运动和拥军优属活动。到延安市政府赴任时，对干部说：“延安市我很熟又很生，地方熟，人熟。工作呢？一知半解。你们是先生，我是学生。要求你们不嫌弃我这个老学生。我很愿意和你们一道工作，一道学习，把延安市的事办好。”深入到延属分区七个市和县，检查督促春耕生产，组织生产竞赛，安置移民，安排劳动互助，并注意运用延安市经济建设成就和经验推动各县工作。1944年12月，陕甘宁边区劳动英雄与模范工作者代表大会在延安召开时，曹力如代表延属分区向代表们赠旗。大会结束后，他在延安《解放日报》上发表了题为《劳动英雄代表大会之后各县应做的工作》的文章，提出贯彻落实大会精神的五条具体办法，要求延属各市、县力争提前两年实现“耕三余一”。1945年在边区政府召开的会上，他两次发言，自我检查工作作风，他说：“下去的公文太多，上来的东西觉得太少，开会也比较多，应该纠正。”1945年4月，作为陕甘宁地区代表团成员出席中共七大。1946年2月16日正月十五元宵节，曹力如与延安县川口区六乡老百姓代表、劳动英雄杨步浩带领取得大丰收的川口六乡的秧歌队从延安市南关的边区政府门口开始，一路上敲锣打鼓，扭着秧歌到王家坪军委礼堂院子里给毛泽东主席、朱德总司令送一面五尺长、三尺宽《人民救星》金匾。
解放战争期间，1946年4月调任中共中央西北局副秘书长。1947年3月延安保卫战后，中共中央前委和西北局机关转战陕北。为领导边区地方工作并保证军队的粮草被服供应，中共中央西北局成立以马明方为书记的西北局后方委员会，曹力如任后委委员，和王维舟、周兴等根据中共中央部署，率领后方机关和家属队伍从另一条路线撤退，制造假象，迷惑敌人，起到了保卫中共中央的作用。林伯渠、曹力如、王子宣、马锡五等人组成后方委员会，坚持后方各项工作。1948年初，兼任中共中央西北局统战部副部长，负责陕甘宁边区北线统战工作。1948年4月延安解放。1948年5月，西北局统战部改称城工部，曹力如仍兼副部长。
1949年5月6日，曹力如协助习仲勋与国军二十二军代表团在延安正式开始谈判，并与国民党将领达成和解（延安方面代表是曹力如、朱侠夫、罗明和工作人员张汉武、田子亨，第22军方面是左协中、张之因、高凌云、鱼勃然、张博学）。榆林方面要求谈判地点改在榆林，曹力如被西北局任命为中国人民解放西北军区全权代表，于5月22日抵达榆林城下，并达成榆林和平解放谈判协议，解放军顺利接管榆林，之后他留任西北军区榆林军事管制委员会主任。
1949年5月5日，陕北行政区成立，曹力如被任命为陕北行政公署主任。1949年9月，新疆和平解放后，11月6日中共中央批准曹力如赴新疆工作，任新疆省人民政府第一副主席。12月8日,在临潼参观西安事变旧址返回西安途中，于西安东郊灞桥附近的十里铺因车祸受重伤，在广仁医院抢救不及身亡，终年47岁。

## 纪念
1949年12月8日遇难当日，陕北行署、中共中央西北局致电曹力如家属表示哀悼。12月16日，延安各界举办追悼会。22日，陕北行署及西安市机关再度举行追悼大会，王子宜、习仲勋、马锡五、左协中、苏资琛及曹力如妻子田星相继讲话，中共中央西北局书记习仲勋讲话：“力如同志不幸遇难，党失掉了一位优秀党员，西北人民失掉了一位忠实的勤务员，我们失掉了一位亲密的战友。”“力如同志英勇奋斗二十年如一日，他从不向党讲价钱，从不向困难低头，接到党给予的任务，便奋不顾身地坚决去完成，并能根据具体情况进行工作，这就是他优良的巩固的党性。他敢于对自己和同志进行严格的批评与自我批评，并且有可贵的学习精神。”。
2019年6月。陕西新华出版传媒集团、陕西人民出版社出版的《曹力如》一书发行仪式在北京举行。该书由中共陕西省委党史研究室和中共志丹县委编写，是在1996年中共陕西省委党史研究室编写的中共陕西党史人物丛书《曹力如》基础上的增订本。编委会15个月的广征博采，书稿由原来的25万字，增加到50万字。